# ملکه‌ها (فیلم)
ملکه‌ها (اسپانیایی: Reinas‎) فیلمی در ژانر کمدی رمانتیک است.

## بازیگران
- ورونیکا فورکه
- کارمن مائورا
- ماریسا پاردس
- اوناش اوگالده
- رائول خیمنز
- خورخه پروگوریا
- لوئیس امار
- اوگو سیلبا
- آندرئا اوکیپینتی
- بتیانا بلوم
- گوستاوو سالمرون
- خینس گارسیا میان
- تیتو والورده
- خوزه لوئیس گارسیا پِرِس